# لغات تبتية بورمية
اللغات التبتو-بورمية هي إحدى الفصيلتين الرئيسيتين لعائلة اللغات الصينية التبتية (الفصيلة الأخرى هي اللغات الصينية).

## التوزيع الجغرافي
يتكلم بهذه اللغات أكثر من 60 مليون نسمة في بوتان وبورما وغرب تايلاند وشمال وشمال شرق الهند وشمال وشرق بنغلاديش وجنوب الصين.